# Astragalus iochrous
Astragalus iochrous es una especie de planta del género Astragalus, de la familia de las leguminosas, orden Fabales.

## Distribución
Astragalus iochrous se distribuye por Canadá y Estados Unidos.

## Taxonomía
Fue descrita científicamente por Barneby. Fue publicada en Leafl. W. Bot. iv. 55 (1944).